# Ochotona gloveri
Ochotona gloveri är en däggdjursart som beskrevs av Thomas 1922. Ochotona gloveri ingår i släktet Ochotona och familjen pipharar.
Arten blir 16,5 till 25,0 cm lång (huvud och bål), har 3,1 till 4,1 cm långa bakfötter samt 3,1 till 3,9 cm stora öron och vikten är 140 till 270 g. Svansen är bara en liten stubbe. Denna piphare har under sommaren en gråbrun till ljusbrun päls på bålens ovansida. Huvudet kännetecknas av en gulbrun till rödbrun nos och gråa kinder. Vid öronens bas förekommer långa vita hår och resten är gulbrun. Undersidan är täckt av vitaktig päls som blir på fötterna mer gråaktig. Före vintern blir pälsen allmänt ljusare och nosen samt öronen mer orange. Ochotona gloveri skiljer sig även i avvikande detaljer av kraniet från andra pipharar.
Arten är endemisk till Kina och förekommer bland annat i Qinghai, Sichuan, Yunnan och Tibet. Utbredningsområdet ligger 1700 till 4200 meter över havet men de flesta exemplar lever ovanför 3200 meter.
Individerna lever i klippiga områden mellan stenar och de gömmer sig ibland i grottor eller under förvaringsbyggnader. De skapar högar av hö och andra växtdelar som kan väga upp till 3 kg. Som liknande pipharar borde arten främst äta gräs och örter med detaljerade studier saknas. I odlade områden registrerades även äpplen och kastanjer i förrådet.
I regioner med jordbruk bekämpas arten ibland som skadedjur med hjälp av gift. Allmänt är djuret inte sällsynt. IUCN kategoriserar arten globalt som livskraftig.

## Underarter
Arten delas in i följande underarter:
- O. g. gloveri
- O. g. brookei
- O. g. calloceps